# Iosif Czako
Iosif Czako (ungarisch: Czakó József; * 11. Juni 1906 in Reșița, Königreich Ungarn, Österreich-Ungarn, heute Rumänien; † 12. September 1966 ebenda) war ein rumänischer Fußballspieler auf der Position eines Abwehrspielers.

## Karriere

### Verein
Czako begann seine Laufbahn in seiner Heimatstadt bei UDR Reșița. Mit diesem Klub gewann er in der Saison 1930/31 die rumänische Meisterschaft. 1934 ging er nach Oradea, wo er je eine Saison für  Crișana und Clubul Atletic spielte.

### Nationalmannschaft
Czako bestritt insgesamt zwei Spiele für die rumänische Nationalmannschaft, ohne dabei ein Tor zu erzielen. Sein Debüt gab er am 15. September 1929 in einem Freundschaftsspiel gegen die Bulgarien. Im folgenden Jahr wurde er für die Fußball-Weltmeisterschaft 1930 in Uruguay nominiert. Dort kam er im zweiten Gruppenspiel gegen den späteren Weltmeister Uruguay zum Einsatz.

## Erfolge
- Rumänischer Meister: 1931